# Cocosates
Les Cocosates est une des civitas mineures aquitaines de la Novempopulanie ou « Pays des neufs peuples », nom donné au IIIe siècle par l'administration de l'Empire romain à la partie sud de l'Aquitaine antique,.

## Présentation
Leur surnom de Cocosates sexsignani (Cocosates aux six étendards) indiquait probablement qu'ils fédéraient six pagus.
Bordés par les Tarbelles de Dax au sud et les Boïates du pays de Buch (Arcachon) au nord, on les place généralement en Brassenx et en pays de Born. Certains auteurs les situent dès l'Adour en Maremne et Marensin.
Leur nom évoque le basque kokots 'menton'.
Il semble basé sur un redoublement de la racine aquitanique *koiz / coç  « tertre », « hauteur », 
racine que le l'on retrouve également dans Cossium, capitale des Vasates.